# Piotr Fijas
Piotr Fijas (* 27. červenec 1958 Bílsko-Bělá) je bývalý polský skokan na lyžích. Měří 189 centimetrů a ve své době byl nejvyšším světovým skokanem. Vyučil se elektromontérem, v reprezentaci debutoval v roce 1975. Získal bronzovou medaili na mistrovství světa v letech na lyžích 1979, čtrnáctkrát byl mistrem Polska, vyhrál tři závody Světového poháru, Beskydský pohár 1984 a byl druhý na Turné Bohemia 1985. Na Turné čtyř můstků bylo jeho nejlepším výsledkem sedmé místo v letech 1985 a 1986. V roce 1987 vytvořil v Planici výkonem 194 m neoficiální světový rekord v letech na lyžích, který vydržel do roku 1994, kdy ho překonal Martin Höllwarth. Během přípravy na mistrovství světa v klasickém lyžování 1989 utrpěl zranění, které ho přimělo ukončit kariéru. Působí jako trenér polské juniorské reprezentace. Je nositelem Řádu znovuzrozeného Polska.
Členem polské reprezentace skokanů na lyžích byl i jeho mladší bratr Tadeusz Fijas.

## Výsledky

### Zimní olympijské hry
- ZOH 1980 střední můstek: 47. místo
- ZOH 1980 velký můstek: 14. místo
- ZOH 1984 střední můstek: 7. místo
- ZOH 1984 velký můstek: 17. místo
- ZOH 1988 střední můstek: 10. místo
- ZOH 1988 velký můstek: 13. místo

### Mistrovství světa v klasickém lyžování
- MS 1978 střední můstek: 47. místo
- MS 1978 velký můstek: 18. místo
- MS 1982 střední můstek: 19. místo
- MS 1982 velký můstek: 29. místo
- MS 1982 družstva: 14. místo
- MS 1985 střední můstek: 22. místo
- MS 1985 velký můstek: 19. místo
- MS 1985 družstva: 14. místo
- MS 1987 střední můstek: 12. místo
- MS 1987 velký můstek: 33. místo
- MS 1987 družstva: 13. místo

### Mistrovství světa v letech na lyžích
- MS 1979: 3. místo
- MS 1981: 17. místo
- MS 1983: 12. místo
- MS 1985: 14. místo
- MS 1986: 10. místo
- MS 1988: 7. místo

### Světový pohár (celková klasifikace)
- SP 1979/1980: 16. místo
- SP 1980/1981: 31. místo
- SP 1981/1982: 26. místo
- SP 1982/1983: 43. místo
- SP 1983/1984: 17. místo
- SP 1984/1985: 14. místo
- SP 1985/1986: 15. místo
- SP 1986/1987: 31. místo
- SP 1987/1988: 55. místo